# Kościół św. Marka w Krakowie
Kościół św. Marka – zabytkowy gotycki kościół rzymskokatolicki znajdujący się w Krakowie, w dzielnicy I Stare Miasto przy ul. św. Marka 10, na rogu z ul. Sławkowską, na Starym Mieście.

## Historia
Bolesław V Wstydliwy sprowadził, przed 1263 rokiem, z Pragi, zakonników reguły św. Augustyna. Od imienia patrona kościoła zakonników nazwano markami, a od kształtu noszonych przez nich kapeluszy — rogaczami. Pełna ich nazwa brzmi: Ordo Canonicorum Regularium Mendicantium S. Mariae de Metro de Poenitentia Sanctorum Martyrum. Jak podaje Jan Długosz, kościół rozpoczęto budować w 1263, a pierwsza wzmianka pisana dotycząca „klasztornego kościoła pw. św. Marka Ewangelisty, przynależącego do zakonu Augustianów tzw. Marków od pokuty i umartwienia”, pochodzi z 1295. Przeżywał cztery wielkie pożary (w 1494, 1528, 1589, 1724) i po każdym wciąż odbudowywany, zmieniał nieco swój wygląd. Gdy w 1807 zakon został skasowany przez rząd austriacki — do klasztoru przeniesiono z kościoła św. Marcina dom księży emerytów. Do naszych czasów dotrwał jako gotycki z wczesnobarokowym wnętrzem. Badania prowadzone podczas ostatnich prac konserwatorskich potwierdziły dwa etapy budowy: prezbiterium jest najstarszą częścią kościoła, a korpus sklepiony beczkowo dobudowany pod koniec XV w. W latach 1936–1938 część klasztoru od strony ul. Sławkowskiej zburzono i przebudowano na sklepy. W 1972–1974 kościół poddano gruntownej restauracji.

## Wnętrze i zabytkowe wyposażenie
Na zewnętrznej ścianie prezbiterium, od ul Sławkowskiej, znajduje się kopia, wykonana przez Mariana Paciorka, Golgoty: gotycki krzyż z Chrystusem oraz figury Matki Boskiej Bolesnej i św. Jana Ewangelisty. Rzeźba, z początków XVI wieku, pierwotnie wisiała w tęczy i według tradycji miała przemówić do bł. Michała Giedroycia, który jest pochowany przy ołtarzu głównym. Do nawy południowej przylega kaplica Matki Boskiej Częstochowskiej, dawnego Bractwa Świętej Zofii, w której ołtarzu znajduje się obraz Madonny.
Drewniany ołtarz główny wykonano około 1618 roku w warsztacie snycerza Baltazara Kuncza.
Figura Archanioła Michała między prezbiterium a nawą główną jest dziełem Baltazara Fontany lub artysty z kręgów oddziaływania Fontany. W kościele znajduje się również ambona w kształcie serca z krzyżem. Emblemat taki był symbolem zakonu marków, którzy nosili go na habicie.
W kruchcie znajduje się niewielka kaplica Matki Boskiej Bolesnej.

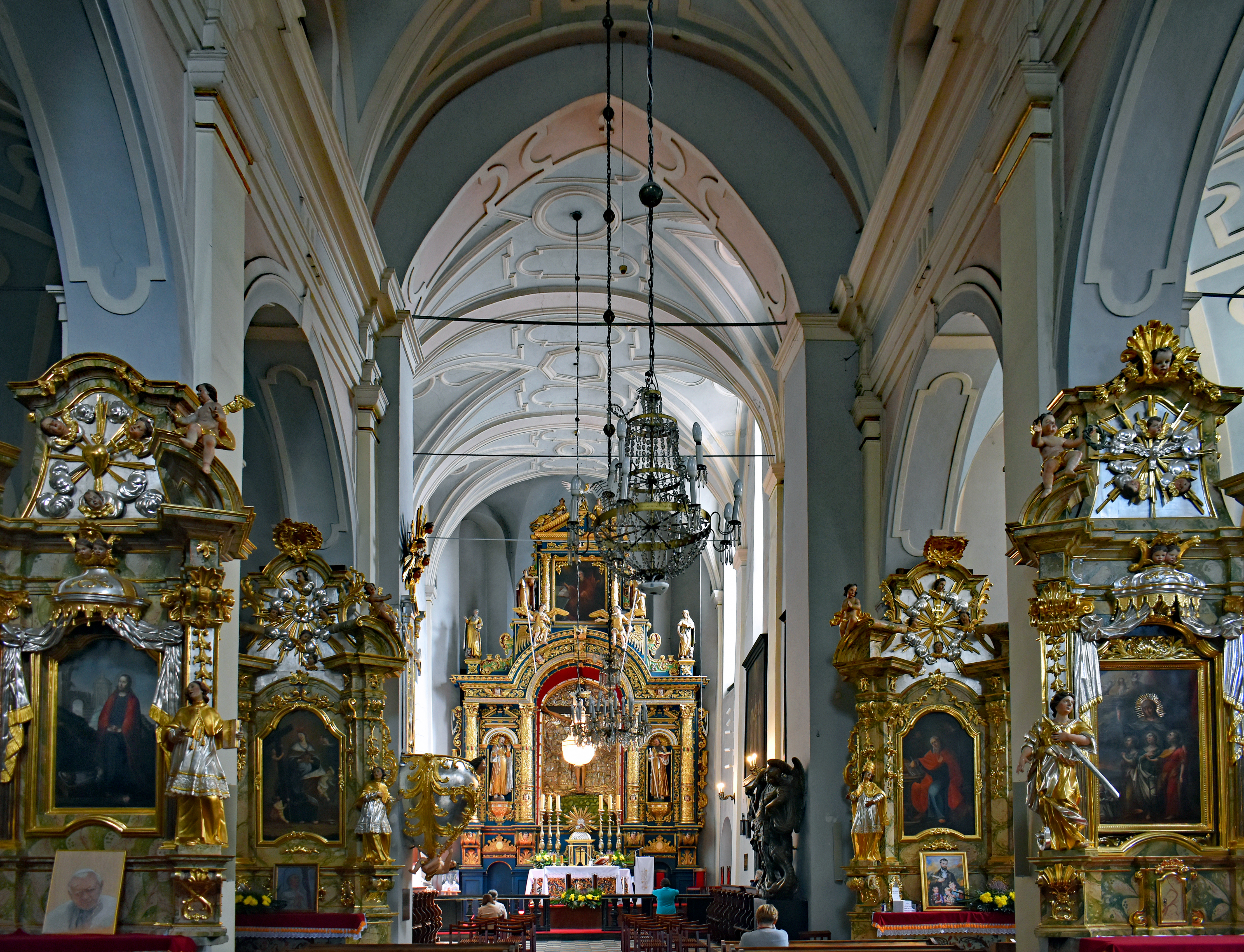
Wnętrze kościoła.
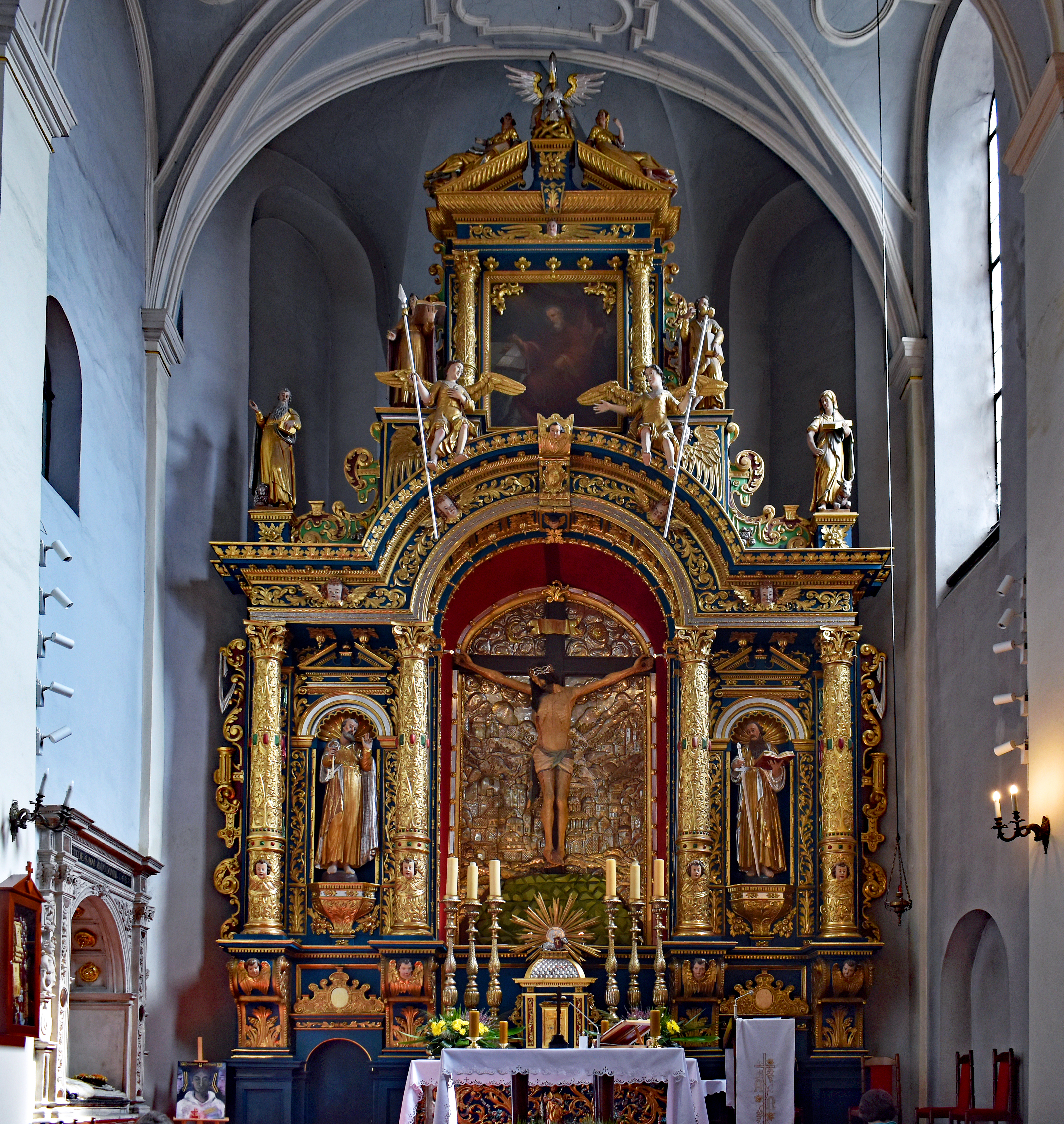
Ołtarz główny.
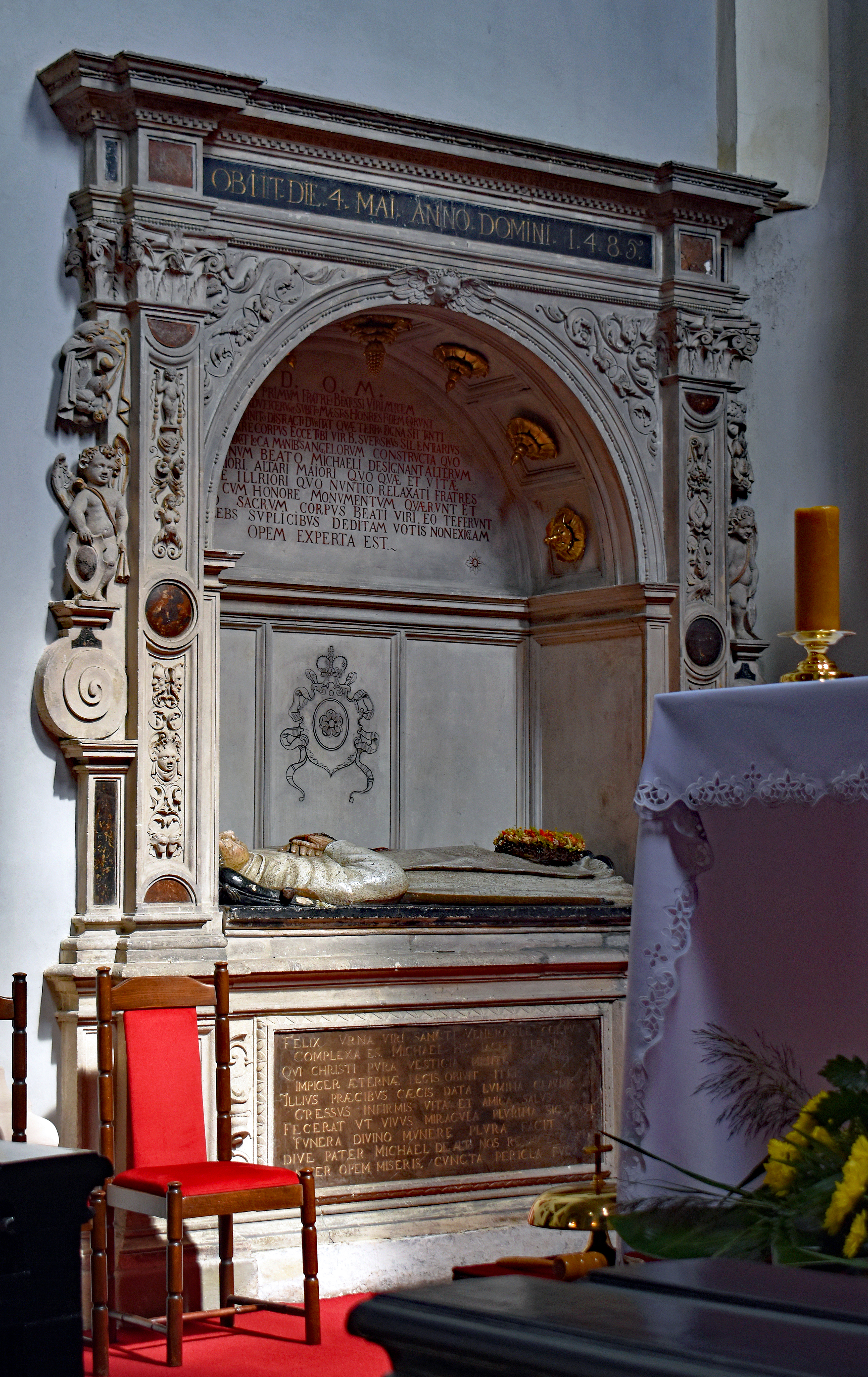
Grób bł. Michała Giedroycia.
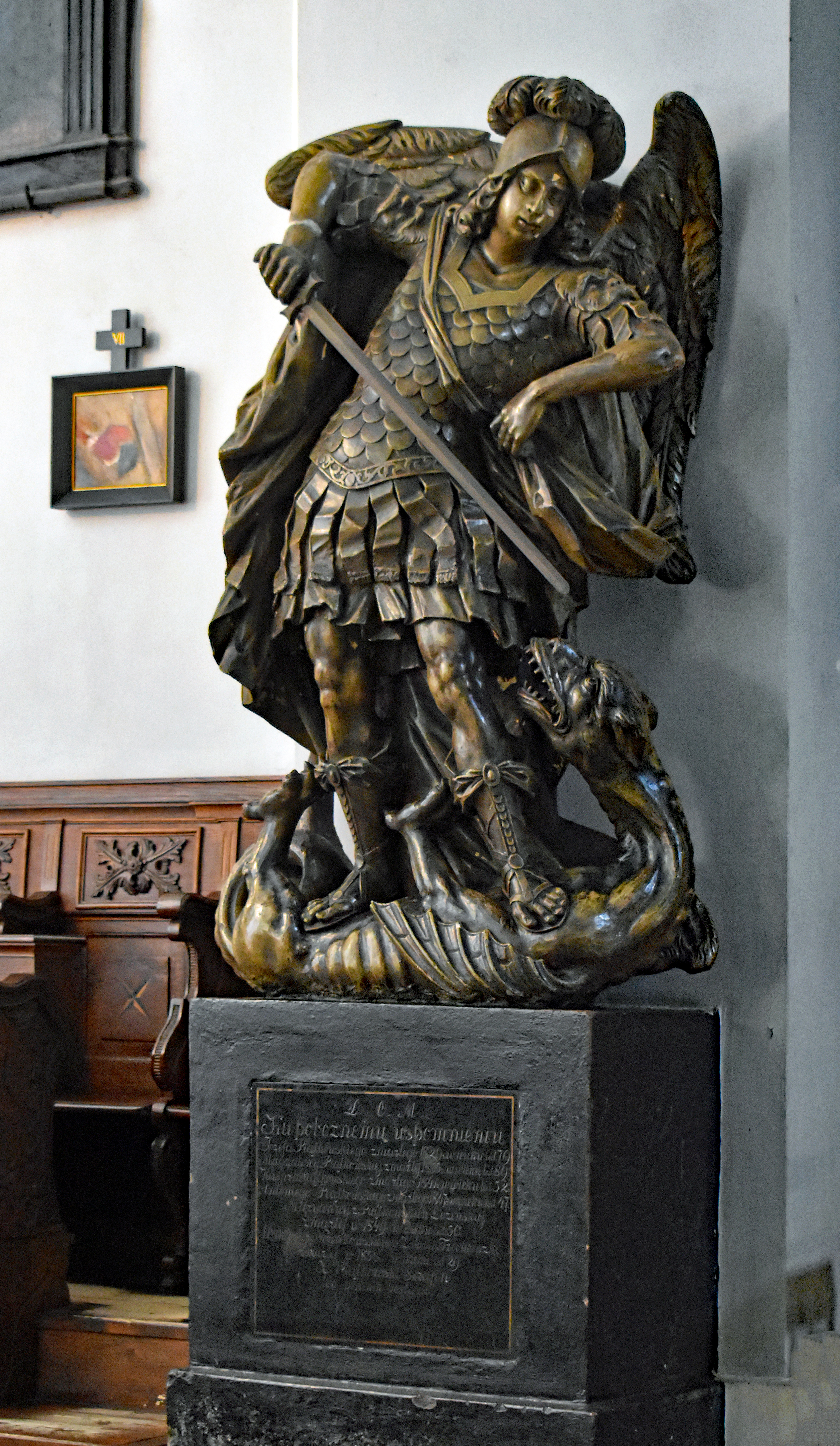
Rzeźba Archanioła Michała.
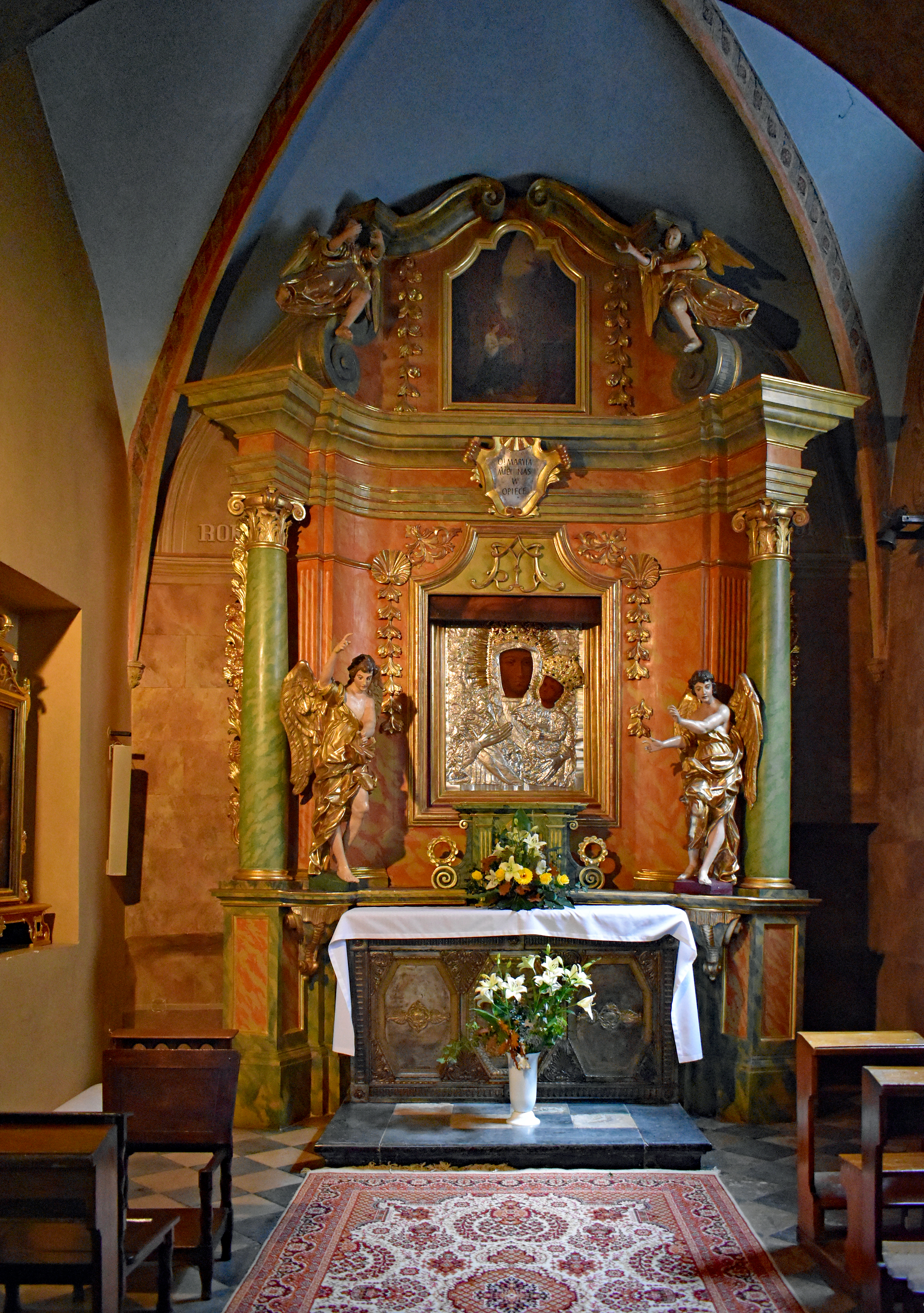
Kaplica Matki Boskiej Częstochowskiej.
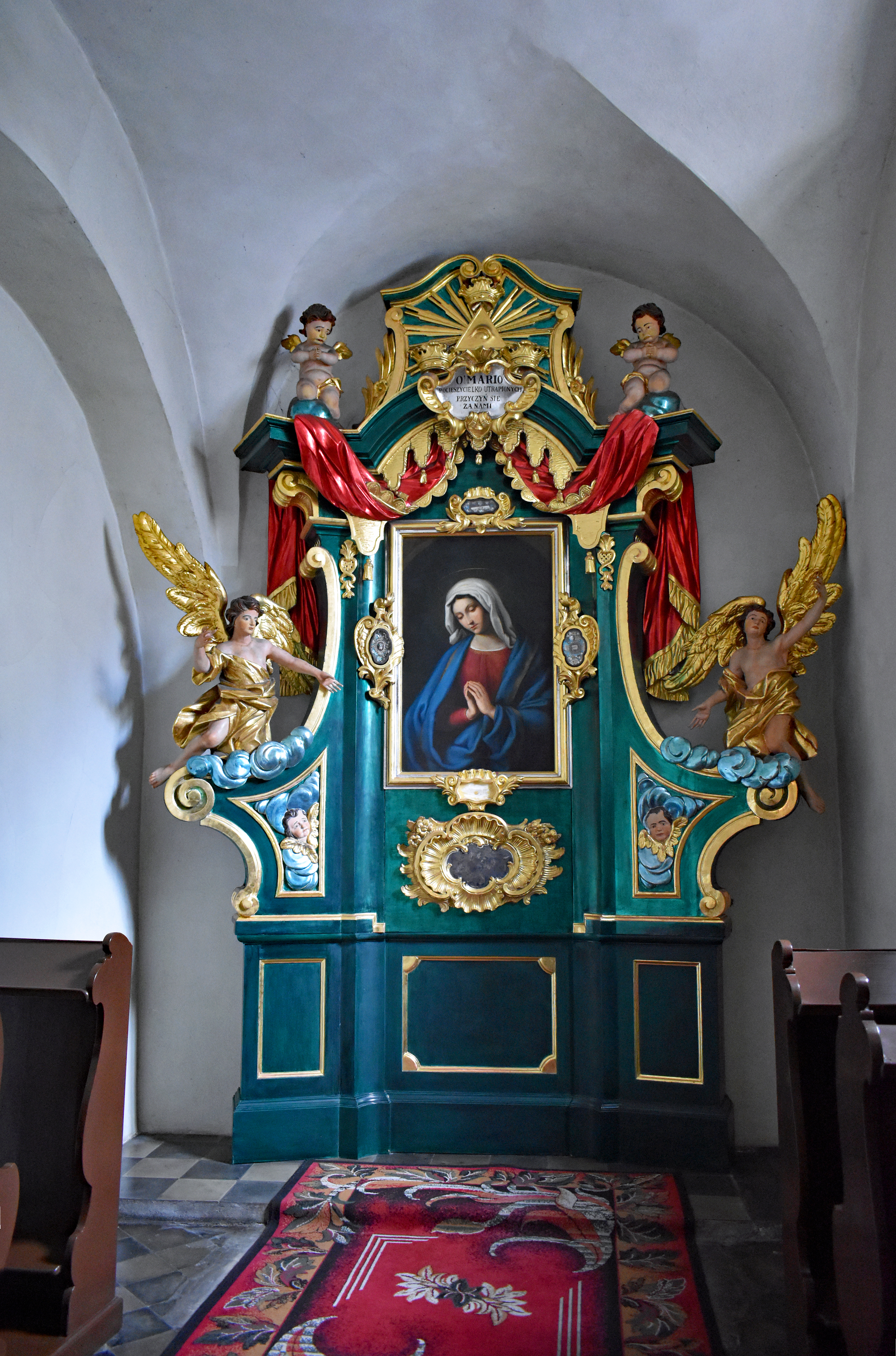
Kaplica Matki Boskiej Bolesnej.
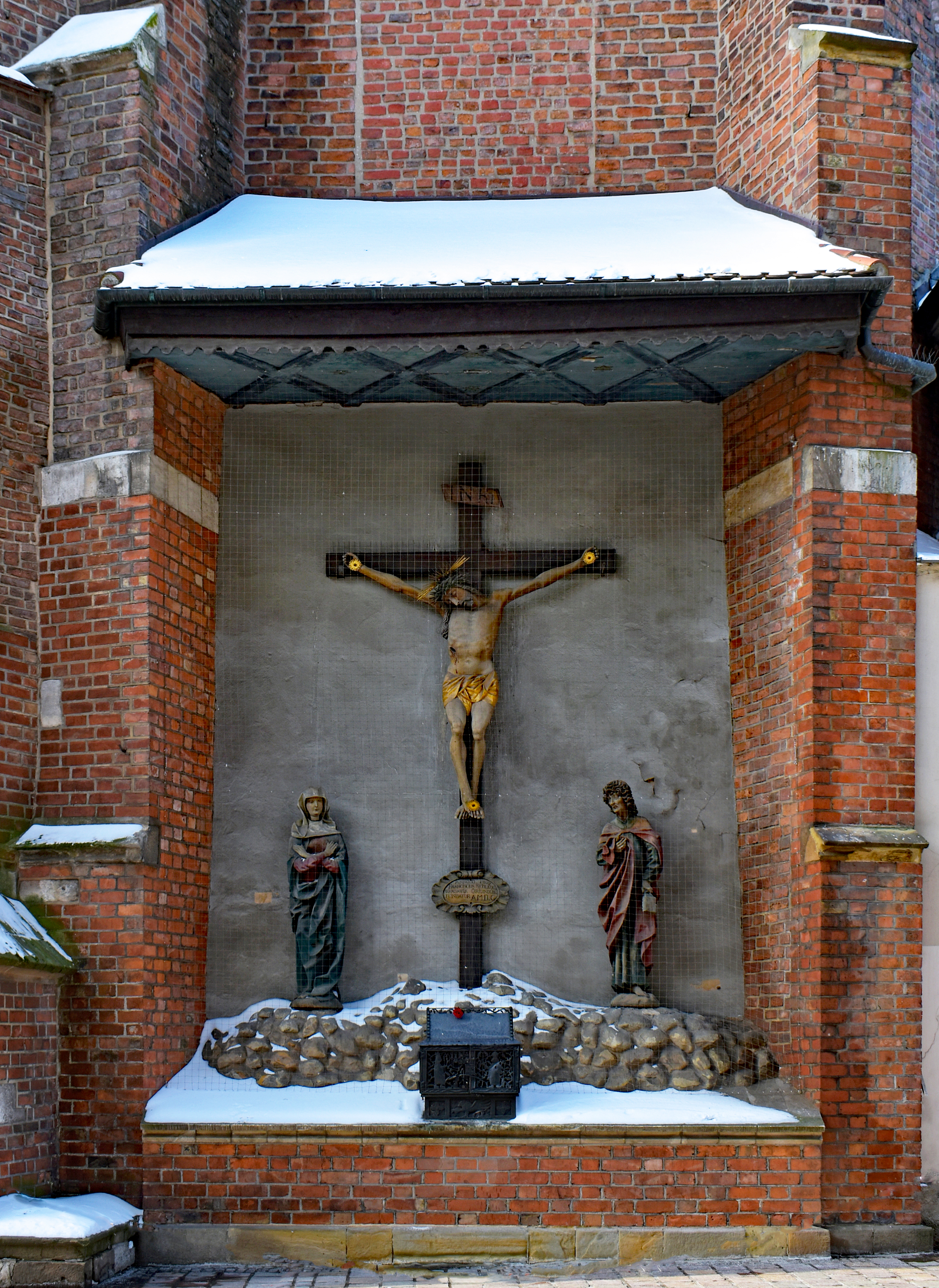
Golgota na ścianie zewnętrznej prezbiterium, od strony ul. Sławkowskiej.
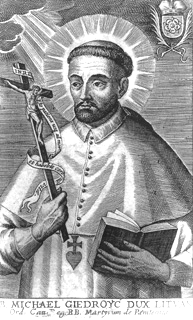
Michał Giedroyć.
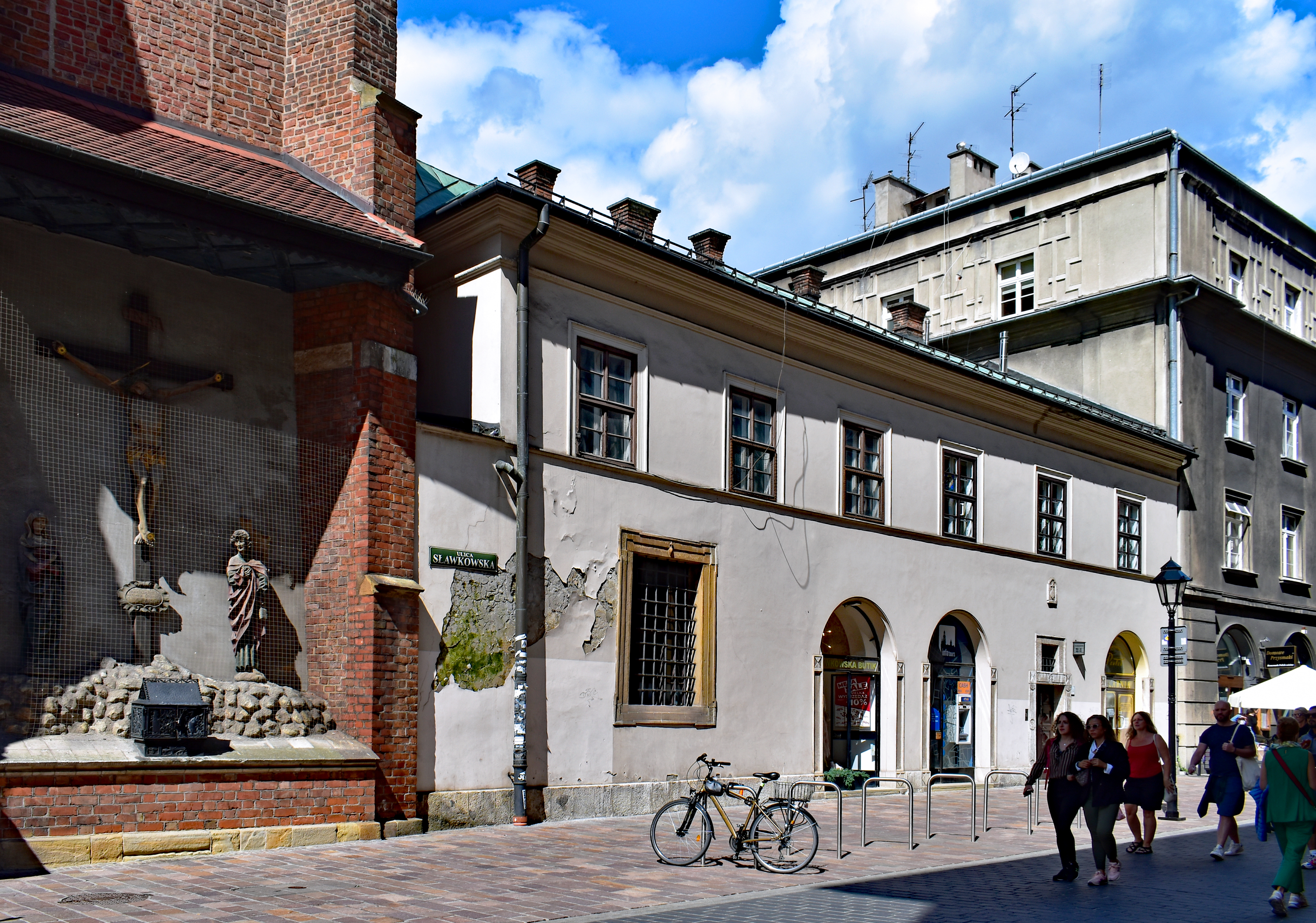
Ul. Sławkowska 24 dawny klasztor marków.